# Национальный автономный университет Мексики
Национальный автономный университет Мексики (исп. Universidad Nacional Autónoma de México, UNAM) (НАУ) — государственное учебное заведение, расположенное, большей частью, в Мехико, считающийся крупнейшим по числу студентов университет в Северной и Южной Америке.
Основан 22 сентября 1910 года как либеральная альтернатива римско-католическому Королевскому и Папскому университету Мексики (основан 21 сентября 1551 года королевским указом Карла I Испанского и закрыт либералами в 1867 году). Это единственный университет в Мексике, имеющий среди своих выпускников лауреатов Нобелевской премии: Альфонсо Гарсия Роблес (премия мира), Октавио Пас (литература), и Марио Молина (химия).
Предоставленная в 1920 году автономия позволяет университету самостоятельно составлять учебные программы и управлять бюджетом без вмешательства со стороны правительства.
Основной кампус университета, включённый в фонд Всемирного наследия ЮНЕСКО, спроектирован самыми известными архитекторами Мексики XX века, а фрески в главном корпусе написаны великими мексиканскими художниками Диего Риверой и Альфаро Сикейросом.

## История

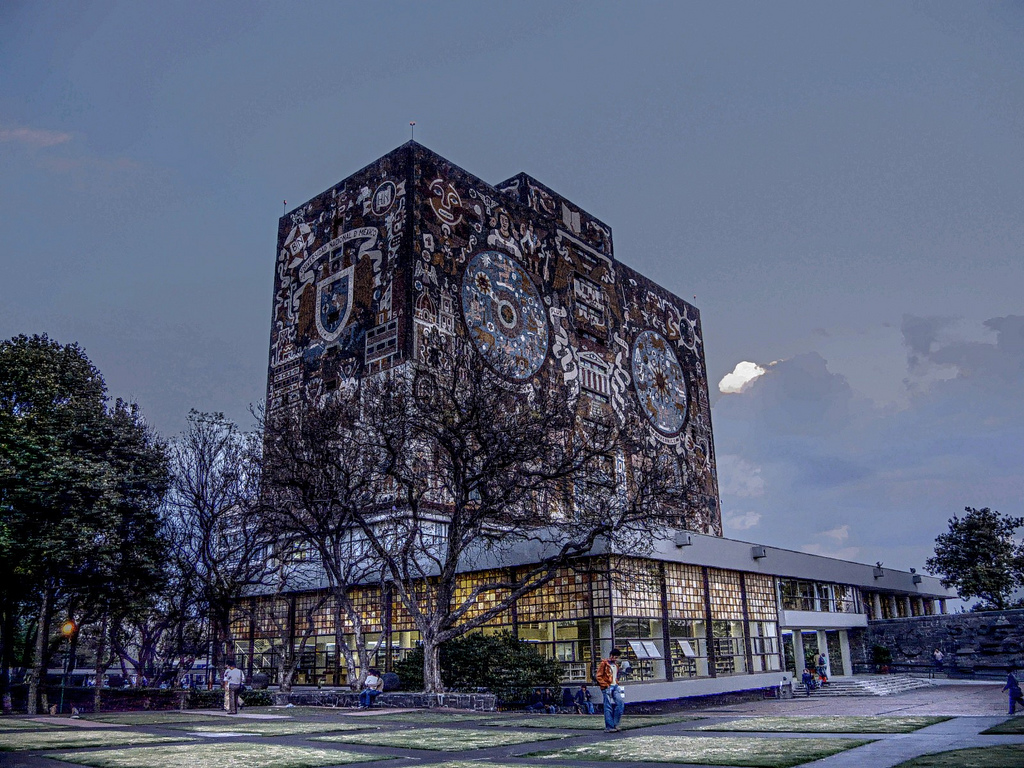
Здание библиотеки

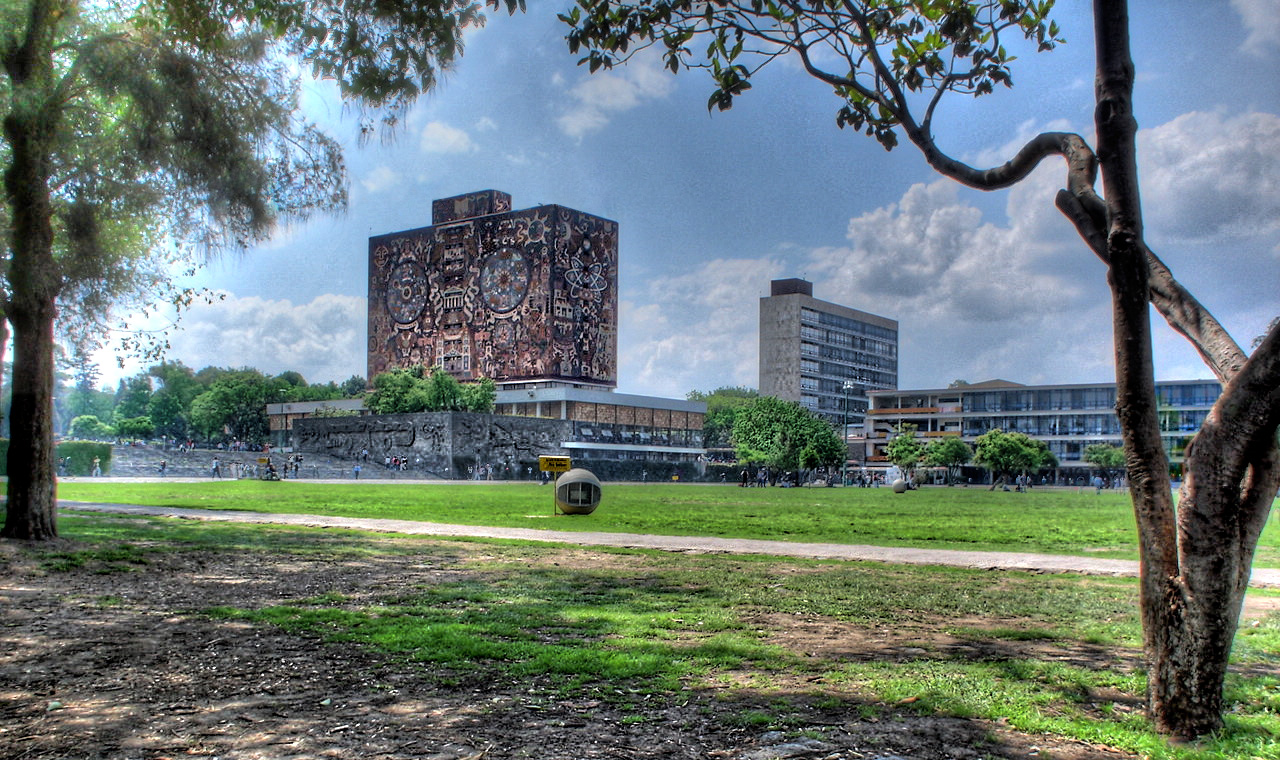
Общий вид кампуса

Университет был основан 22 сентября 1910 года Хусто Сьерра, тогдашним министром образования в правительстве президента Порфирио Диаса, с целью создания в стране системы светского национального образования в противовес существовавшей католической. В дальнейшем, после многочисленных студенческих волнений (в 1912, 1914 и 1920 годах), поддержанных профессорским составом, университету были предоставлена полная автономия от правительственных структур. В 1943 году было принято решение о строительстве в южном пригороде Сан-Анхель отдельного университетского комплекса исп. Ciudad Universitaria взамен занятых по всему городу зданий, а на торжественной церемонии 20 ноября 1952 года было заложено первое здание.
В середине 1960-х годов в университете происходили массовые студенческие волнения, сопровождавшиеся вспышками насилия со стороны полиции, и подавленные 2 октября перед самой церемонией открытия 12 октября на Университетском стадионе XIX Олимпийских игр 1968 года. В 2012 году на территории университета собирались участники движения за свободу информации Я 132-й.
В 1970—1980 годах велось строительство кампусов-спутников в других районах города и по всей Мексике с целью децентрализации системы.

## Университетский городок

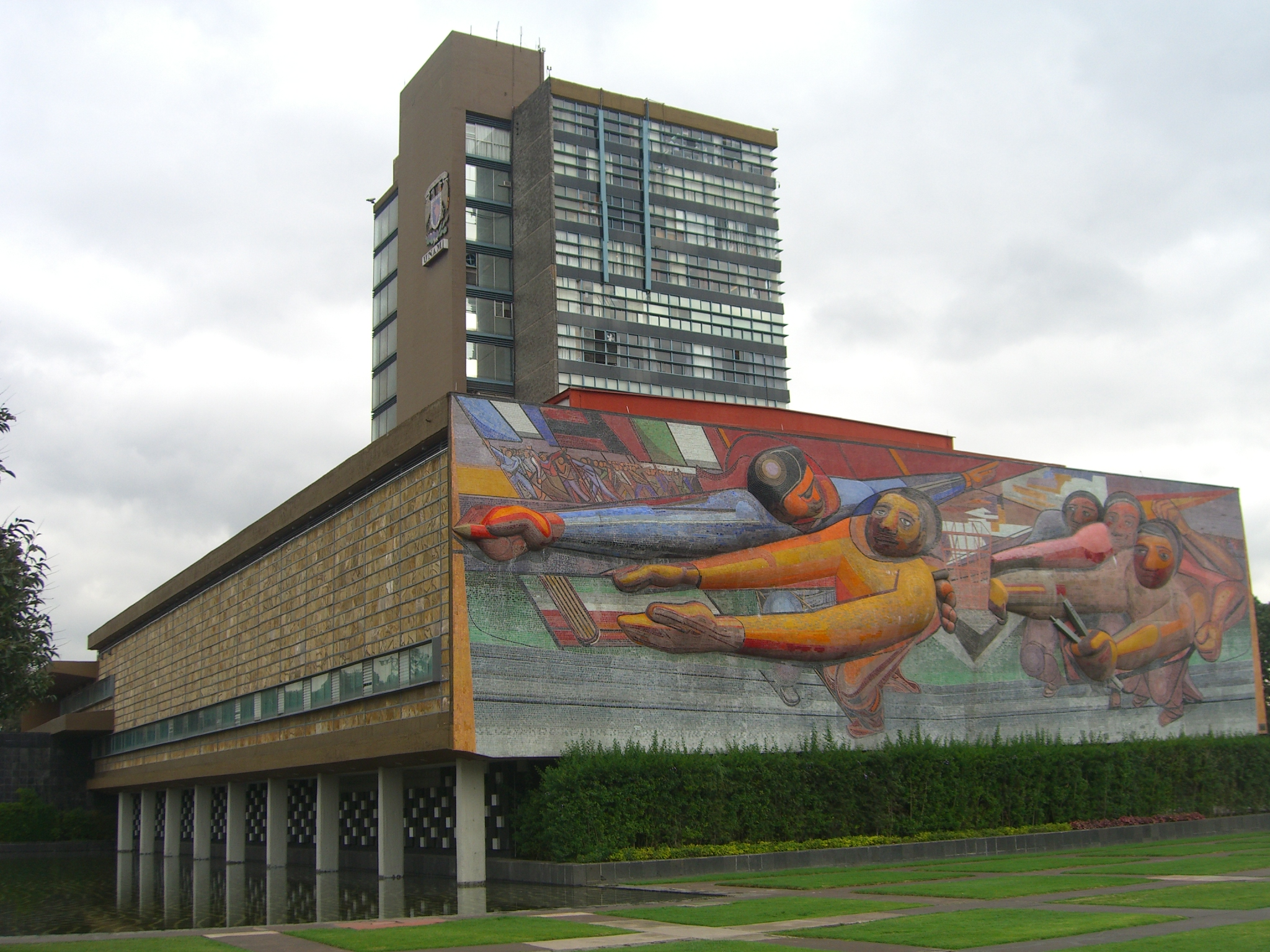
Фрески Сикейроса

Университетский городок расположен в пределах района Койоакан (исп. Coyoacán) в южной части города Мехико по проекту архитекторов Марио Пани, Энрике дель Мораль, Доминго-Гарсиа Рамоса, Армандо Франко Ровира и других, в том числе Университетский Олимпийский стадион, около 40 факультетов и институтов, культурный центр, экологический заповедник, центральную библиотеку и несколько музеев. Он был закончен в 1954 году и стал почти отдельным районом Мехико, со своими собственными правилами, советами и полицией: правоохранительным органам из-за пределов университета не разрешается вход на территорию без согласия местных властей.
В июне 2007 года основной кампус университета был объявлен Всемирным наследием ЮНЕСКО.

## Кампусы-спутники
Помимо университетского городка НАУМ имеет несколько отделений в других районах Мехико (Акатлан, Арагон, Куаутитлан, Истакалько, Сочимилько и Сарагоса), а также в других местах по всей Мексике (в Сантьяго-де-Керетаро, Морелии, Мериде, Энсенаде и Куэрнаваке), как исследовательские, так и учебные. Также имеются четыре небольших иностранных филиала в Соединенных Штатах и Канаде с уклоном на испанский язык и мексиканскую культуру: в Сан-Антонио, Техас; в Чикаго, в Лос-Анджелесе, и в Гатино в Квебеке.

## Примечательные здания
Паласио де Минерия

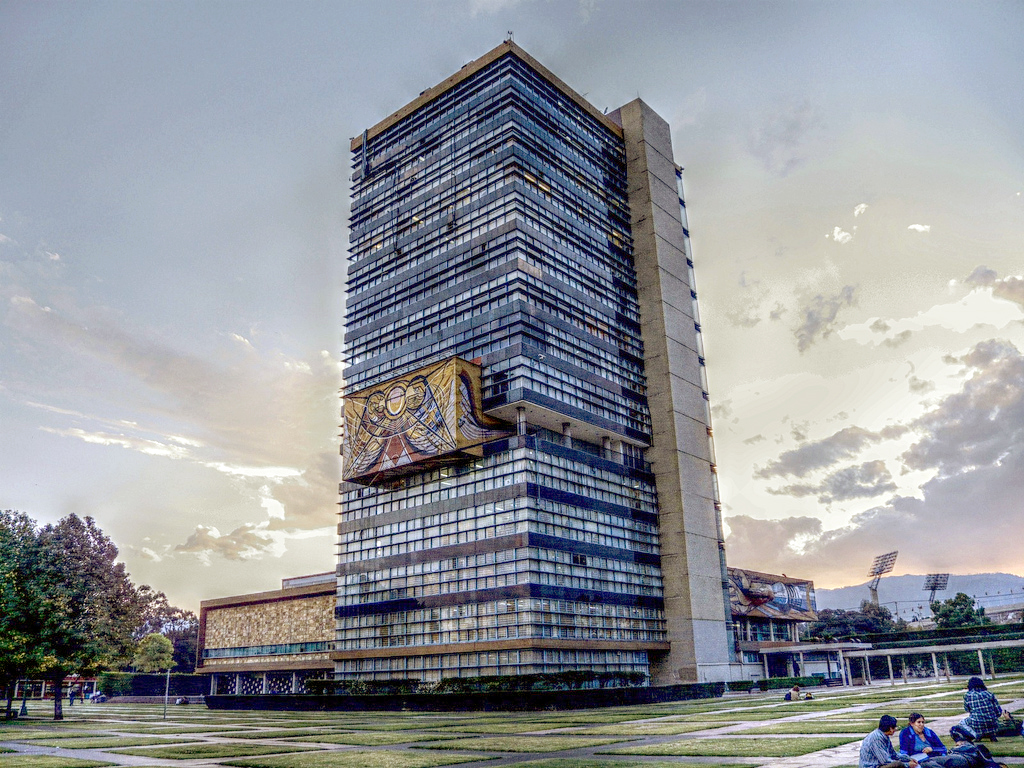
Башня ректората

Инженерный факультет НАУ размещается в трёхэтажном бывшем здании инженерной школы — Дворце Горного Дела колониальной архитектуры, находящемся в историческом центре Мехико, в котором регулярно проводятся Международные книжные выставки («Feria Internacional del Libro» или «FIL») и Международные дни компьютерной безопасности («DISC»).Также в бывшей библиотеке инженерной школы постоянно экспонируется исторические книги, в основном мексиканских ученых XIX века, проводятся другие выставки. Здание Дворца Горного Дела считается одним из самых значительных в мексиканской архитектуре своего времени.
Каса-дель-Лаго
Дом на озере, в парке Чапультепек, посвящён культурной деятельности, включая танцы, спектакли и балет, а также служит местом для встреч для смежных университетских организаций и комитетов.
Музей Сан-Ильдефонсо
Этот музей и культурный центр считается родиной мексиканской монументальной живописи. Колледж Сан-Ильдефонсо вначале был престижной иезуитской школой-интернатом, которая после реформы образования 1910-х стала престижной Национальной подготовительной школой. Эта школа и здание полностью закрыто в 1978 году, а затем вновь открыто в качестве музея и культурного центра в 1994 году под совместным управлением НАУ, Национального совета по культуре и искусству и правительства федерального округа Мехико. Музей проводит постоянные и временные археологические и художественные выставки в дополнение к фрескам работы Хосе Клементе Ороско, Диего Риверы и других художников на стенах. Комплекс расположен между Сан-Ильдефонсо-стрит и Хусто Сьерра-стрит в историческом центре Мехико.
Университетский музей Чопо
Здание изящной архитектуры напоминающее кристалл, с двумя металлическими башнями, работы Густава Эйфеля,
служило Национальным музеем естественной истории на протяжении почти 50 лет, сейчас предназначается для проведения временных выставок изобразительного искусства. Музей Чопо начинался с части коллекции ныне прекратившего своё существование общественного Музея естественной истории и археологии, которая в итоге стала Национальным музеем культуры.
Национальная астрономическая обсерватория
Национальная Астрономическая Обсерватория расположена в горах Сьерра-Сан-Педро-Мартир на горном гребне в Нижней Калифорнии, примерно в 130 километрах к югу от американо-мексиканской границы. Она находится в эксплуатации с 1970 года и в настоящее время имеет три больших зеркальных телескопа, с планами по установке большого телескопа для исследований в миллиметровом диапазоне.

## Список факультетов, национальных школ и институтов
В Национальном университете Мексики обучается более 269 000 студентов, что делает его одним из крупнейших университетов мира. Обучение проводится на следующих факультетах:

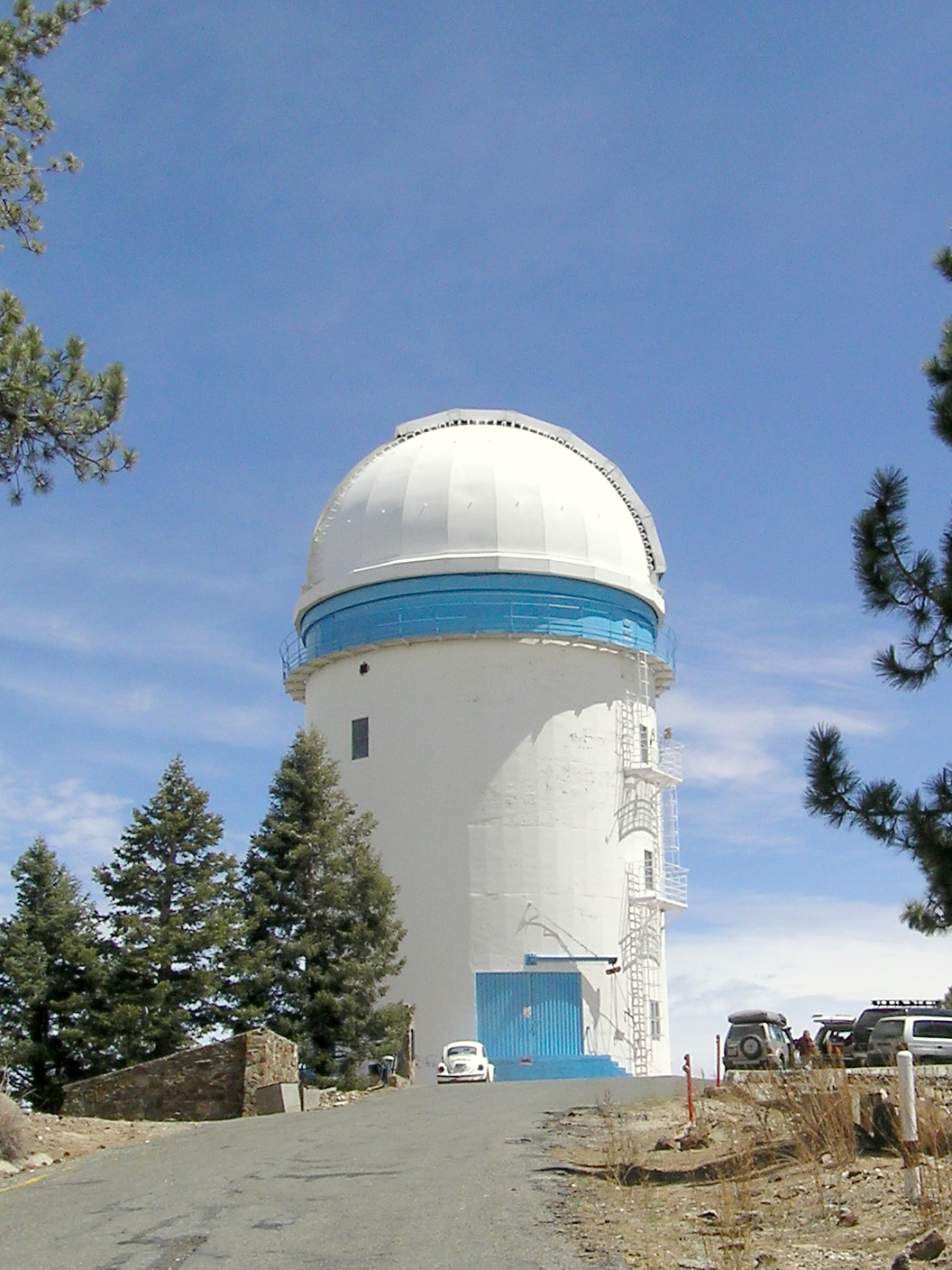
Обсерватория университета в горах Калифорнии

- Факультет бухгалтерского учета и управления
- Факультет архитектуры
- Химический факультет
- Факультет экономики
- Инженерный факультет
- Факультет высших исследований (ОРГ) Арагон
- Факультет высших исследований (ОРГ) Акатлан
- Факультет высших исследований (ОРГ) Куаутитлан
- Факультет высших исследований (ОРГ) Истакала
- Факультет высших исследований (ОРГ) Сарагоса
- Юридический факультет
- Медицинский факультет
- Факультет стоматологии
- Факультет философии и литературы
- Факультет политических и социальных наук
- Факультет психологии
- Факультет Науки
- Факультет Ветеринарной медицины
- Национальная школа искусств
- Национальная школа музыки
- Национальная школа акушерства и дошкольного воспитания
- Национальная школа социальной работы
- Институт эстетических исследований
- Центра геномной науки (CCG)